# Miromente
Miromente (eigene Schreibweise: miromente; Untertitel: Zeitschrift für Gut und Bös) ist eine Literaturzeitschrift aus Österreich.

## Geschichte
Die Zeitschrift erscheint seit Oktober 2005. Die Herausgeber sind bzw. waren Kurt Bracharz (bis 2013), Daniela Egger (bis 2017), Ulrich Gabriel und Wolfgang Mörth.

## Inhalt
Inhaltlich ist die Zeitschrift für alle literarischen Genres offen. Die Finanzierung erfolgt in erster Linie durch die Einnahmen aus Abonnements. Derzeit (Stand: Dezember 2022) wird die Zeitschrift von rund 500 Abonnenten hauptsächlich in Österreich, Deutschland, Liechtenstein und der Schweiz bezogen. Seit März 2008 (miromente 11) enthält jede Nummer 5 bis 7 Zeichnungen oder Grafiken aus jeweils einer Hand.
Sondernummern: Ausgabe Nr. 8 trägt den Titel Blumen des Blutes und enthält ausschließlich Gedichte von Christian Futscher. Die Ausgabe Nr. 29 entstand in Zusammenarbeit mit dem amerikanischen Künstler Ed Ruscha und dem Kunsthaus Bregenz und enthält Grafiken des Künstlers sowie Texte, die sich auf sein Werk beziehen. Die Nummer 33 erschien anlässlich eines zweitägigen Festivals Israelischer Autoren in Kooperation mit dem Jüdischen Museum Hohenems. Die Nummer 36 ist eine Monografie des Schweizer Autorenduos Christoph Keller und Heinrich Kuhn (Keller+Kuhn) und trägt den Titel „Wolkilopen. Wolkefanten. Wolkodile. Maag&Minetti. Stadtgeschichten“. Die Nummern 43, 52, 60 und 70 wurden jeweils in Kooperation mit dem Harder Literaturpreis herausgebracht und enthalten die Texte der Preisträger. Die Nummer 46 ist eine Sondernummer, die ausschließlich Texte von Liechtensteiner Autoren enthält. Die Nummer 57 wurde in Zusammenarbeit mit dem 1. Kleinwalsertaler Literaturfest herausgegeben. Die Nummer 58 enthält ausschließlich Texte und Bilder des österreichischen Autors Christian Zillner (Nachwort Walter Grond). Die Nummer 61 trägt den Titel „Cara Roberta. Sieben Briefwechsel“ und enthält Korrespondenzen verschiedener Autoren zu Zeiten von Corona. Die Nummer 62 ist dem österreichischen Autor, Gründungsmitglied und ehemaligen Mitherausgeber der miromente, Kurt Bracharz, anlässlich dessen ersten Todestages gewidmet.

## Autoren (Auswahl)

### Texte
| - Linda Achberger (* 1992) - Stephan Alfare (* 1966) - Carolyn Amann (* 1987) - Roman Banzer (* 1957) - Nir Baram (* 1976) - Muhammet Ali Bas (* 1990) - Xaver Bayer (* 1977) - Ulrich Johannes Beil (* 1957) - Katharina Bendixen (* 1981) - Klara Bleier (* 1989) - Wolfgang Bleier (* 1965) - David Blum (* 1983) - Sabine Bockmühl (* 1962) - Verena Boos (* 1977) - Kurt Bracharz (1947–2020) - Christoph Braendle (* 1953) - Timo Brandt (* 1992) - Nicole Braun (* 1973) - Steffen Brenner (* 1975) - Kerstin Campbell (* 1969) - Anja Christ (* 1994) - Age de Carvalho (* 1958) - Gerhard Dick (* 1949) - Roberta Dapunt (* 1970) - Irene Diwiak (* 1991) - Lizzie Doron (* 1953) - Ulrike Draesner (* 1962) - Henriette Dyckerhoff (* 1977) - Daniela Egger (* 1967) - Raoul Eisele (* 1991) - Ruth Erat (* 1951) - Jürgen Thomas Ernst (* 1966) - Tobias Falberg (* 1976) - Yannic Han Biao Federer (* 1986) - Stefan Feinig (* 1987) - Paul Ferstl (* 1981) - Julian Fisch (* 1995) - Franzobel (* 1967) - Christian Futscher (* 1960) - Ulrich Gabriel (* 1947) - Zsuzsanna Gahse (* 1946) - Marjana Gaponenko (* 1981) - Assaf Gavron (* 1968) - Arno Geiger (* 1968) - Peter Gilgen (* 1963) - Stefanie Golisch (* 1961) - Constantin Göttfert (* 1979) - Daniel Grabner (* 1984) - Andrea Grill (* 1975) - Walter Grond (* 1957) - Kathrin Groß-Striffler (* 1955) - Carola Gruber (* 1983) - Egyd Gstättner (* 1962) - Theresa Hannig (* 1984) - Jonis Hartmann (* 1982) - Katharina Hartwell (* 1984) - Moritz Heger (* 1971) - Monika Helfer (* 1947) | - Jan Heller Levi (* 1954) - Wolfgang Hermann (* 1961) - Mario Hladicz (* 1984) - Stefanie Höfler (* 1978) - Bülent Kacan (* 1975) - Reinhard Kaiser-Mühlecker (* 1982) - Sayed Kashua (* 1975) - Myriam Keil (* 1978) - Nadine Kegele (* 1980) - Christoph Keller (* 1963) - Björn Kern (* 1978) - Anne Kersgaard (* 1974) - Elisabeth Klar (* 1986) - Katharina Klein (* 1996) - Gertraud Klemm (* 1971) - Bettina Klix (* 1961) - Roland Koch (* 1959) - Michael Köhlmeier (* 1949) - Uwe Kolbe (* 1957) - Melanie Khoshmashrab (* 1982) - Isabella Krainer (* 1974) - Karl Kreiner (* 1976) - Helmut Krausser (* 1964) - Heinrich Kuhn (* 1939) - Heide Küsters (* 1973) - Barbara Ladurner (* 1991) - Raphael Aloysius Lafferty (1914–2002) - Jürgen Landt (* 1957) - Max Lang (* 1986) - Ulrike Längle (* 1953) - Wolfgang Linder (* 1961) - Christoph Linher (* 1984) - Norbert Loacker (1939–2024) - Hubert Matt (* 1958) - Norbert Mayer (* 1958) - Rupprecht Mayer (* 1946) - Kai Metzger (* 1960) - Wolfgang Mörth (* 1958) - Michael Moser (* 1985) - Lisa Mundt (* 1990) - Mathias Müller (* 1988) - Norbert Müller (* 1963) - Wolfgang Nachbauer (* 1957) - Petra Nachbaur (* 1970) - Eshkol Nevo (* 1971) - Cees Nooteboom (* 1933) - Niels Nussbaumer (* 1991) - Joachim Off (* 1974) - Markus Orths (* 1969) - Anna Ospelt (* 1987) - Mathias Ospelt (* 1963) - Emine Sevgi Özdamar (* 1946) - Kurt Palm (* 1955) - Katharina Paul (* 1989) - Georg Paulmichl (1960–2020) - Martin Peichel (* 1983) - Stefan Petermann (* 1978) - Georg Petz (* 1977) - Romina Pleschko (* 1983) | - Kai Pohl (* 1964) - Amos Postner (* 1993) - Helene Proißl (* 1996) - Ingrid Puganigg (* 1947) - Benjamin Quaderer (* 1989) - Hansjörg Quaderer (* 1958) - Thomas Raab (* 1970) - Dragica Rajčic (* 1959) - Alexander Raschle (* 1988) - Jürg Rechsteiner (* 1956) - Christian Reimann (* 1970) - Sarah Rinderer (* 1994) - Verena Rossbacher (* 1979) - Said (1947–2021) - Susanne Tägder (* 1968) - Claudia Tondl (* 1980) - Simon Sailer (* 1984) - Walle Sayer (* 1960) - Ulrike Schäfer (* 1965) - Robert Schindel (* 1944) - Eva Schmidt (* 1952) - Clemens Schittko (* 1978) - Siljarosa Schletterer (* 1991) - Alois Schöpf (* 1950) - Antonie Schneider (* 1954) - Valeska Schraknepper (* 1974) - Hannah Schraven (* 1992) - Sonja M. Schultz (* 1975) - Clemens J. Setz (* 1982) - Mercedes Spannagel (* 1995) - Stefan Sprenger (* 1962) - Michael Stavaric (* 1972) - Tabea Steiner (* 1981) - Christian Teissl (* 1979) - Armin Thurnher (* 1949) - Claudia Tondl (* 1980) - Leo Tuor (* 1959) - Christian Uetz (* 1963) - Ulrike Ulrich (* 1968) - Adolf Vallaster (* 1940) - Mikael Vogel (* 1975) - Michael Vögel (* 1977) - Katrin de Vries (* 1959) - Florian Wacker (* 1980) - Christina Walker (* 1971) - Peter Wawerzinek (* 1954) - Andreas Weber (* 1961) - Julia Weber (* 1983) - Andreas Weigel (* 1961) - Alexander Widner (* 1940) - Michael Wildenhain (* 1958) - Ron Winkler (* 1973) - Magda Woitzuck (* 1983) - Orla Wolf (* 1971) - Armin Wühle (* 1991) - Eva Woska-Nimmervoll (* 1969) - Christian Zillner (* 1959) |

### Illustrationen (Auswahl)
| - Christoph Abbrederis (* 1961) - Gottfried Bechtold (* 1947) - Helena Becker (* 1962) - Beni Bischof (* 1976) - Bea Emsbach (* 1965) - Rouven Dürr (* 1974) - Tone Fink (* 1944) - Marbod Fritsch (* 1963) - Regina Götz (* 1964) - Sofia Goscinski (* 1979) | - Lorenz Helfer (* 1984) - Nadine Hirschauer (* 1990) - Gerhard Klocker (* 1962) - Moussa Kone (* 1978) - Edgar Leissing (* 1960) - Claudia Mang (* 1964) - Natalie Neumaier (* 1986) - Drago Persic (* 1981) - Edward Ruscha (* 1937) - Tomi Scheiderbauer (* 1961) | - Pavel Schmidt (* 1956) - Lena Seeberger (* 1987) - Deborah Sengl (* 1974) - Markus F. Strieder (* 1961) - Sophie Thelen (* 1990) - Viktoria Tremmel (* 1972) - Bianca Tschaikner (* 1985) - Olivia Weiss (* 1979) - Detlef Willand (1935–2022) - Stefan Zsaitsis (* 1981) |